# Přibyslavice (Vysočina)
Přibyslavice é uma comuna checa localizada na região de Vysočina, distrito de Třebíč.